# اندی لیندن (بازیگر)
اندی لیندن (انگلیسی: Andy Linden؛ زادهٔ ۲۸ نوامبر ۱۹۷۵) هنرپیشه اهل انگلستان است.
از فیلم‌ها یا برنامه‌های تلویزیونی که وی در آن نقش داشته‌است می‌توان به هری پاتر و یادگاران مرگ - قسمت اول، از جهنم، الیور توئیست، راکنرولا، راز موناکر، و تفنگدارها اشاره کرد.